# Verbano Yacht Club
Il Verbano Yacht Club (abbreviato VYC), nato nel 1895 a Stresa, sul Lago Maggiore, con il patronato di Tommaso di Savoia-Genova e di sua moglie Isabella di Baviera, duchi di Genova. Nel 1896 ottenne dal re il privilegio di fregiarsi del titolo di "regio" e del guidone con la corona reale.
Nel 1913 contribuì alla fondazione dell'"Unione nazionale della marina da diporto", federazione delle società di yachting italiane, e nel 1923 fu tra i fondatori della Federazione Italiana Motonautica (FIM).
Negli anni trenta conquistò per meriti sportivi numerose medaglie d'oro e di bronzo con Maurizio Ruspoli, Guido Cattaneo e Pina Capè, che per tre anni vinse nella sua categoria il raid Pavia-Venezia. In questa gara lo yacht club ottenne 15 vittorie di categoria e due assolute, nel 1934 e nel 1935.
Nel 1935 fu costretto dalla delibera del 14 novembre a cambiare nome, italianizzandolo, diventando Regio Circolo Nautico Verbano.
Nel 1996 il Verbano Yacht Club viene insignito della Stella d'oro al merito sportivo.
Dal anni 2000 ad oggi il Verbano Yacht Club ospita numerose manifestazioni veliche e con la sua squadra agonistica riesce a farsi valere nelle classi Laser e Europa.
Nel 2014 si riapre il capitolo Motonautica, in particolare quella giovanile, costituendo con la FIM un punto di riferimento sul Lago Maggiore.
Il 2015 vede il 120º anno di costituzione e si raccolgono risultati importanti, come la vittoria nel Camp. Italiano Formula Future e l'organizzazione del Camp. Mondiale a Stresa di Formula Future per ragazzi dagli 8 ai 16 anni.
Nel 2016 il Verbano Yacht Club riceve dal CONI, per meriti sportivi, la più alta onorificenza sportiva, il Collare d'Oro.

## Onorificenze
Fonte: